# ئی‌ام‌دی اس‌دابلیو۹
ئی‌ام‌دی اس‌دابلیو۹ (انگلیسی: EMD SW9) یک لوکوموتیو دیزلی شانتر ساخت شرکت جنرال موتورز الکترو-موتیو دیزل و جنرال موتورز دیزل است.
این لوکوموتیو که مابین سال‌های ۱۹۵۰ تا ۱۹۵۳ تولید میشده دارای ۱۲ سیلندر و ۱۲۰۰ اسب بخار قدرت بوده است.

## نگارخانه

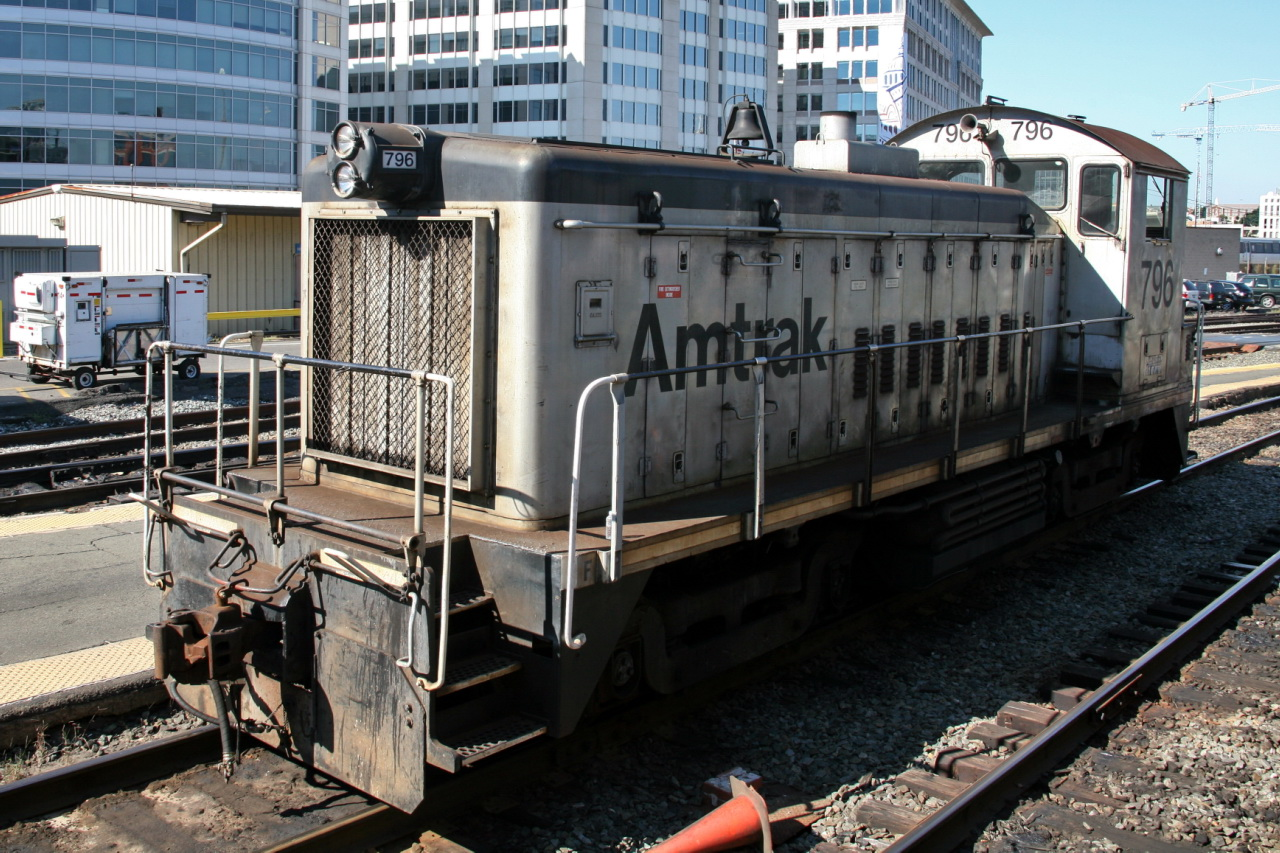
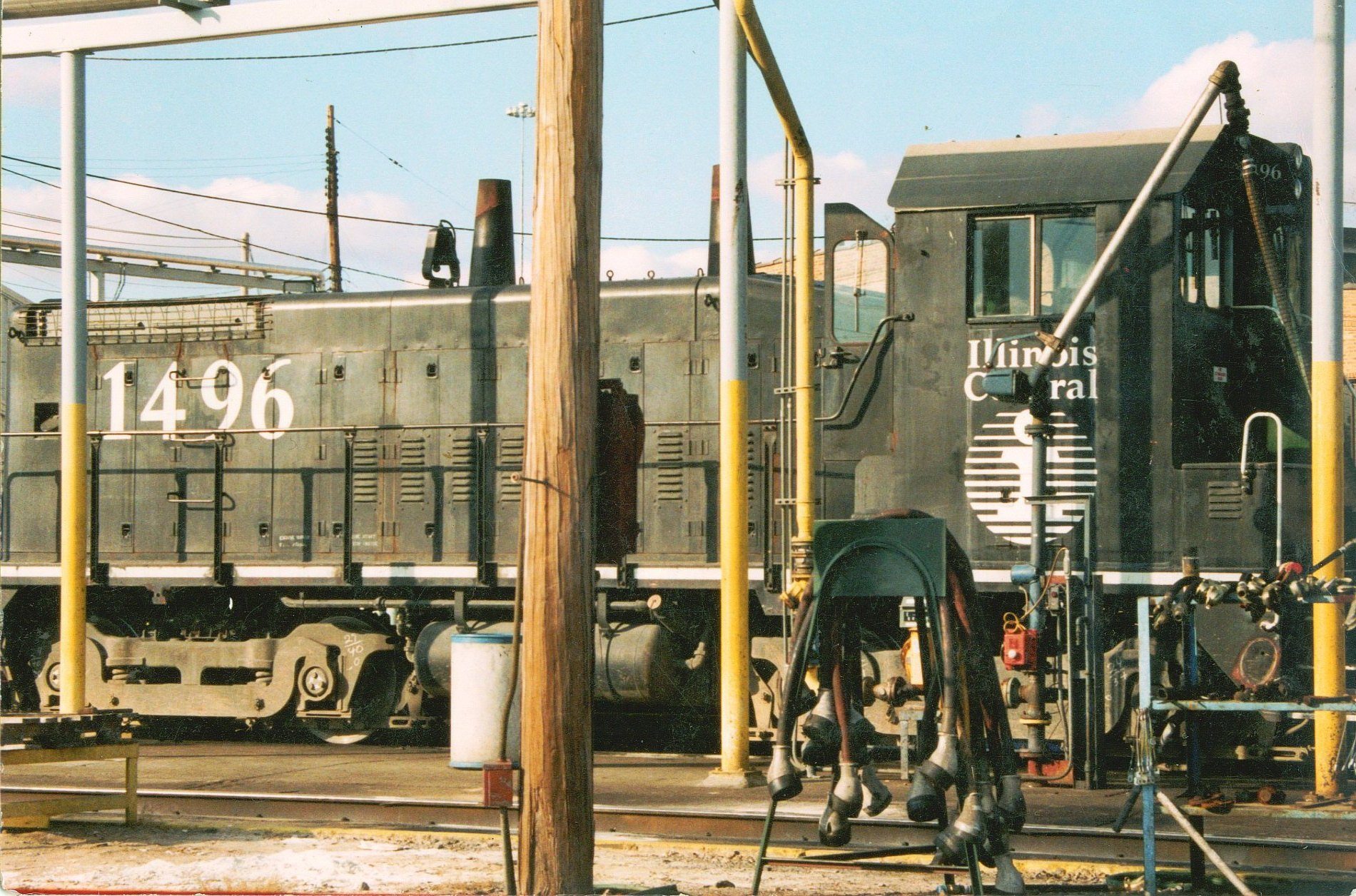